# Рендзю
 Рендзю  (яп. 連珠 - низка перлин) — логічна настільна гра для двох гравців, спортивний варіант хрестиків-нуликів до п'яти в ряд, що поєднує в собі крім спортивних елементів також елементи мистецтва та філософії. Виникла в Китаї понад чотири тисячі років тому. Жителі цивілізації Інків і стародавнього Риму також грали в подібні ігри.. На початку нашої ери гра з Китаю потрапила до Японії, де набула найбільшого поширення. Ухвалений спортивний варіант і нинішня назва також виникли в Японії. Старі варіації гри відомі також під назвами «Гомоку» та «гомокунарабе», що означає «п'ять каменів» та «п'ять каменів у ряд».
Єдина міжнародна федерація RIF регулює правила гри . RIF регламентує титульні змагання (чемпіонати Європи, світу, в тому числі заочні). Змагання рівнем не вище національних регламентують відповідні національні організації.

## Історія
Гра з'явилася в другому тисячолітті до нашої ери на території однієї з найдавніших цивілізацій людства в долині річки Хуанхе. Протягом сторіч правила гри не змінювалися. Гра набула поширення на стародавньому сході — в Китаї та Кореї. У VII столітті н. е. емігранти з Китаю привезли рендзю на Японські острови. У Японії гра мала назву «гомоку» («п'ять каменів») або «гомокунарабе» («п'ять каменів у ряд»). Гра протягом багатьох століть користувалася широкою популярністю, в неї грали всі, від простолюдинів до придворних, від дітей до старих. Грали в гомоку на дошці 19 × 19 ліній (таку саму розмірність має дошка для го).
Сучасну назву «рендзю», що в перекладі означає «низка перлів», гра дістала 1899 року. Назву придумав Тенрі Кобаясі, знавець китайської поезії. Можливо, вона пов'язана з тим, що, згідно з літературними джерелами, в давнину японські жінки-аристократки грали в гомоку чорними та білими перлинами.
У XIX столітті почали виходити книги з теорії гри. З розвитком теорії стало зрозуміло, що чорні, які починають гру, мають перевагу достатню для перемоги при точній грі, незалежно від захисту білих. Це призвело до необхідності зміни правил - чорним заборонили будувати вилку 3-3. У XX столітті гравці дійшли висновку, що цього недостатньо для зрівняння шансів. 1936 року, за пропозицією Рокусана Такакі, для чорних були введені фоли (заборонені ходи) : вилки 3 × 3, 4 × 4, кратністю більш ніж два і побудова ряду з більш ніж шести каменів. Тоді ж з'явилася прийнята нині дошка 15 × 15. Саме ці правила стали класичними. Ускладнення правил несподівано призвело до збагачення гри, оскільки з'явилися принципово нові тактичні елементи — виграш вимушеним фолом для білих та уникнення фолу для чорних. Пізніше і це визнали недостатнім, і нині на офіційних змаганнях застосовують, на додаток до всіх перерахованих вище обмежень, так званий дебютний регламент - спеціальний порядок кількох перших ходів.
У XX столітті рендзю під різними назвами і з різними модифікаціями правил набула популярності серед учнівської молоді багатьох країн світу. Це пов'язано з тим, що в рендзю не потрібно пересувати камені по дошці. Вони залишаються на тому самому місті, куди їх виставили при певному ході, до кінця гри, а отже можна грати за допомогою олівця або ручки на аркуші в клітинку.

## Правила

### Інвентар
На змаганнях з рендзю використовують комплект, у який входить ігрове поле, набір чорних та білих каменів, турнірний годинник та бланки для запису партій.
Ігрове поле являє собою дошку (дерев'яну, фанерну, пластикову, картонну), з нанесеними на неї 15 вертикальними і 15 горизонтальними лініями. Гравці ставлять камені на перетини між цими лініями, які мають назву пункти. Серед 225 пунктів ігрового поля п'ять позначені жирними крапками — один центральний (для першого ходу в партії) та чотири так званих кутових, які перебувають у кутах центрального квадрата розміром 5 × 5 ліній (для більш наочного прив'язування діаграми до сітки ігрового поля) . Зазвичай набір складається з 50 чорних і 50 білих каменів. Як показує досвід, цього буває достатньо для з'ясування стосунків у переважній більшості партій (на змаганнях для довшої партії камені можуть бути надані суддівською колегією, яка спостерігає за перебігом турніру). Камені в наборах не пронумеровані. Розміри каменів та клітин ігрового поля підбираються так, щоб між сусідніми каменями залишався проміжок близько міліметра.
Турнірні годинники мають два циферблати, як у шахах. При застосуванні турнірних годинників будь-якому із суперників зараховується поразка, якщо він прострочив час, відведений на партію або на фіксовану контрольну кількість ходів. Контроль часу в турнірах зазвичай не менше як півтори години на партію кожному гравцеві, в титульних турнірах — зазвичай не менше як дві, застосовують також контроль Фішера (додавання часу за кожний зроблений хід).
Бланки для запису партій крім зображення ігрового поля містять інформацію про суперників (прізвище, ім'я, розряд, команда), про час, який вони витратили на обдумування ходів, про шифр турніру та номер туру, а також шифр розіграного дебюту та результат партії, затверджений після її закінчення підписами гравців та судді. Впродовж партії суперники зобов'язані наносити на свої бланки чергові ходи. Ходи чорних позначаються в рукописах чорними (синіми) кружечками з номером ходу в них, ходи білих — червоними кружечками з номерами ходів. У крайньому разі дозволяється одноколірне зображення, коли номери ходів білих і чорних записуються однаковим кольором, але без кружечків.

### Основні правила
Грають два суперники: один чорними фішками (камінням), інший — білими. Гра проходить на розкресленій в клітинку дошці розміром 15 на 15 ліній.
Гравці роблять ходи за чергою. Першими ходять чорні. Кожним ходом гравець виставляє на будь-який вільний перетин ліній дошки один камінь свого кольору. Перемагає той, хто зможе першим побудувати безперервний ряд з п'яти каменів свого кольору — по горизонталі, по вертикалі або в діагональному напрямку.
Для того, хто грає чорними, визначено кілька фолів — заборонених ходів. Йому не можна будувати вилки 3 × 3 і 4 × 4 і ряд з 6 або більше каменів (так званий «довгий ряд»), а також будь-які вилки кратністю понад два. Для білих фолів не існує, виставивши п'ять та більше каменів підряд білі виграють.
Крім того, щоб зрівняти шанси та компенсувати переваги першого ходу, на перші п'ять ходів (три чорних камені і два білих) накладено додаткові умови, які прийнято називати дебютним регламентом. Новачки можуть грати без нього, але в титульних змаганнях нерідко прописані достатньо складні регламенти.
Гравець може пасувати — відмовитися від чергового ходу якщо вважає його невигідним. Якщо обидва гравці пасують поспіль, фіксується нічия, гра завершується. Пасувати можна лише після того, як на дошці з'явився шостий (третій білий) камінь.
Гра продовжується або до перемоги одного з гравців, або до нічиєї (за угодою сторін або внаслідок двох послідовних пасів), або до моменту, коли у жодної з сторін не залишиться теоретичної можливості розмістити п'ятірку. В останньому випадку результат партії також фіксується як нічийний. На практиці останній випадок вкрай малоймовірний, зазвичай партія закінчується за кілька десятків ходів.
| 15 |   |   |   |   |   |   |   |   |   |   |   |   |   |   |   |
| 14 |   |   |   |   |   |   |   |   |   |   |   |   |   |   |   |
| 13 |   |   |   |   |   |   |   |   |   |   |   |   |   |   |   |
| 12 |   |   |   |   |   |   |   |   |   |   |   |   |   |   |   |
| 11 |   |   |   |   |   |   |   |   |   |   |   |   |   |   |   |
| 10 |   |   |   |   |   |   |   |   |   |   |   |   |   |   |   |
| 9  |   |   |   |   |   |   |   |   |   |   |   |   |   |   |   |
| 8  |   |   |   |   |   |   |   |   |   |   |   |   |   |   |   |
| 7  |   |   |   |   |   |   |   |   |   |   |   |   |   |   |   |
| 6  |   |   |   |   |   |   |   |   |   |   |   |   |   |   |   |
| 5  |   |   |   |   |   |   |   |   |   |   |   |   |   |   |   |
| 4  |   |   |   |   |   |   |   |   |   |   |   |   |   |   |   |
| 3  |   |   |   |   |   |   |   |   |   |   |   |   |   |   |   |
| 2  |   |   |   |   |   |   |   |   |   |   |   |   |   |   |   |
| 1  |   |   |   |   |   |   |   |   |   |   |   |   |   |   |   |
|    | a | b | c | d | e | f | g | h | i | j | k | l | m | n | o |

### Початкова позиція
У рендзю гра завжди починається з пункту H8, який має назву (яп. 天元) (тенген) — «небесний початок», або «центр неба»).
Під час запису партій нумерацію ходів іноді починають з другого ходу, а перший малюють або у вигляді кола з чорною крапкою всередині, або у вигляді чорного кола з білою крапкою всередині. У будь-якому разі, зображення тенгена може відрізнятися від зображення решти ходів.

### Прості структури
Простими структурами в рендзю називаються групи каменів, розташовані певним чином.
П'ятірка — п'ять каменів одного кольору розташовані підряд по горизонталі, вертикалі або діагоналі. На мал. 1 трикутником позначені ходи чорних та білих, які призвели до побудови переможної п'ятірки. П'ятірку, за аналогією до шахових термінів, також називають матом.
Довгим рядом називається безперервний ряд з шести або більше каменів одного кольору. Для білих довгий ряд, як і п'ятірка, приносить перемогу. Тоді як чорним заборонені ходи, що призводять до побудови довгого ряду. Такі ходи вважаються фолом. При їх виконанні чорним зараховується поразка. На мал. 1 червоним кружком позначений пункт G3, що призводить до утворення довгого ряду у чорних.
Четвірка — ряд з чотирьох каменів одного кольору, який можна добудувати одним ходом до мату (до п'ятірки для чорних і до п'ятірки або довгого ряду для білих). За аналогією до шахів четвірку іноді називають шахом і позначають коротко — «4». На мал. 2 наведені приклади четвірок, а також вказані всі можливі ходи, які можуть перетворити їх на мат.
Відкрита четвірка — це четвірка, яку можна добудувати до мату двома різними способами. На мал. 2 такі ходи зображені літерами «a». Відкритими можуть бути лише суцільні четвірки, для яких можлива постановка каменів на вільні пункти, сусідні з крайніми каменями четвірки. Зрозуміло, що проти відкритої четвірки у суперника порятунку немає, оскільки за будь-якої його відповіді (крім, звичайно, випадку, коли він сам ставить мат) наступний хід буде матовим.
Прикрита четвірка — це четвірка, яку можна добудувати до мату єдиним можливим ходом. На мал. 2 такі ходи позначені буквами «b».
Тип четвірки (відкрита або закрита) залежить також і від кольору каменів що утворюють її. Наприклад, на мал. 2 обидві горизонтальні «четвірки» в лівому нижньому кутку мають однакову будову, але чорна «четвірка» — прикрита, а біла — відкрита.
Трійка — ряд з трьох каменів, який можна одним ходом добудувати до відкритої четвірки, а потім і до мату. Трійку ще називають напівшахом і позначають стисло — «3». приклади трійок наведені на мал. 3, де також буквами «A» і «B» вказані можливості їх перетворення у відкриті четвірки.
Псевдотрійка — ряд з трьох каменів, який можна одним ходом добудувати лише до прикритої четвірки. Псевдотрійка могла б призвести до мату лише в тому випадку, якби її господар міг походити двічі підряд. На мал. 4 наведені приклади псевдотрійок. Там само, на другій знизу горизонталі наведені приклади лінійних структур з трьох та чотирьох каменів, які взагалі за жодних умов не можуть призвести до мату.
Відкрита трійка —трійка, яку можна добудувати до відкритої «четвірки» двома різними способами. На мал. 3 такі ходи позначені літерою «B». Зрозуміло, що лише суцільна «трійка» може бути відкритою.
| 15 |   |   |   |   |   |   |   |   |   |   |   |   |   |   |   |
| 14 |   |   |   |   |   |   |   |   |   |   |   |   |   |   |   |
| 13 |   |   |   |   |   |   |   |   |   |   |   |   |   |   |   |
| 12 |   |   |   |   |   |   |   |   |   |   |   |   |   |   |   |
| 11 |   |   |   |   |   |   |   |   |   |   |   |   |   |   |   |
| 10 |   |   |   |   |   |   |   |   |   |   |   |   |   |   |   |
| 9  |   |   |   |   |   |   |   |   |   |   |   |   |   |   |   |
| 8  |   |   |   |   |   |   |   |   |   |   |   |   |   |   |   |
| 7  |   |   |   |   |   |   |   |   |   |   |   |   |   |   |   |
| 6  |   |   |   |   |   |   |   |   |   |   |   |   |   |   |   |
| 5  |   |   |   |   |   |   |   |   |   |   |   |   |   |   |   |
| 4  |   |   |   |   |   |   |   |   |   |   |   |   |   |   |   |
| 3  |   |   |   |   |   |   |   |   |   |   |   |   |   |   |   |
| 2  |   |   |   |   |   |   |   |   |   |   |   |   |   |   |   |
| 1  |   |   |   |   |   |   |   |   |   |   |   |   |   |   |   |
|    | a | b | c | d | e | f | g | h | i | j | k | l | m | n | o |

| 15 |   |   |   |   |   |   |   |   |   |   |   |   |   |   |   |
| 14 |   |   |   |   |   |   |   |   |   |   |   |   |   |   |   |
| 13 |   |   |   |   |   |   |   |   |   |   |   |   |   |   |   |
| 12 |   |   |   |   |   |   |   |   |   |   |   |   |   |   |   |
| 11 |   |   |   |   |   |   |   |   |   |   |   |   |   |   |   |
| 10 |   |   |   |   |   |   |   |   |   |   |   |   |   |   |   |
| 9  |   |   |   |   |   |   |   |   |   |   |   |   |   |   |   |
| 8  |   |   |   |   |   |   |   |   |   |   |   |   |   |   |   |
| 7  |   |   |   |   |   |   |   |   |   |   |   |   |   |   |   |
| 6  |   |   |   |   |   |   |   |   |   |   |   |   |   |   |   |
| 5  |   |   |   |   |   |   |   |   |   |   |   |   |   |   |   |
| 4  |   |   |   |   |   |   |   |   |   |   |   |   |   |   |   |
| 3  |   |   |   |   |   |   |   |   |   |   |   |   |   |   |   |
| 2  |   |   |   |   |   |   |   |   |   |   |   |   |   |   |   |
| 1  |   |   |   |   |   |   |   |   |   |   |   |   |   |   |   |
|    | a | b | c | d | e | f | g | h | i | j | k | l | m | n | o |

| 15 |   |   |   |   |   |   |   |   |   |   |   |   |   |   |   |
| 14 |   |   |   |   |   |   |   |   |   |   |   |   |   |   |   |
| 13 |   |   |   |   |   |   |   |   |   |   |   |   |   |   |   |
| 12 |   |   |   |   |   |   |   |   |   |   |   |   |   |   |   |
| 11 |   |   |   |   |   |   |   |   |   |   |   |   |   |   |   |
| 10 |   |   |   |   |   |   |   |   |   |   |   |   |   |   |   |
| 9  |   |   |   |   |   |   |   |   |   |   |   |   |   |   |   |
| 8  |   |   |   |   |   |   |   |   |   |   |   |   |   |   |   |
| 7  |   |   |   |   |   |   |   |   |   |   |   |   |   |   |   |
| 6  |   |   |   |   |   |   |   |   |   |   |   |   |   |   |   |
| 5  |   |   |   |   |   |   |   |   |   |   |   |   |   |   |   |
| 4  |   |   |   |   |   |   |   |   |   |   |   |   |   |   |   |
| 3  |   |   |   |   |   |   |   |   |   |   |   |   |   |   |   |
| 2  |   |   |   |   |   |   |   |   |   |   |   |   |   |   |   |
| 1  |   |   |   |   |   |   |   |   |   |   |   |   |   |   |   |
|    | a | b | c | d | e | f | g | h | i | j | k | l | m | n | o |

| 15 |   |   |   |   |   |   |   |   |   |   |   |   |   |   |   |
| 14 |   |   |   |   |   |   |   |   |   |   |   |   |   |   |   |
| 13 |   |   |   |   |   |   |   |   |   |   |   |   |   |   |   |
| 12 |   |   |   |   |   |   |   |   |   |   |   |   |   |   |   |
| 11 |   |   |   |   |   |   |   |   |   |   |   |   |   |   |   |
| 10 |   |   |   |   |   |   |   |   |   |   |   |   |   |   |   |
| 9  |   |   |   |   |   |   |   |   |   |   |   |   |   |   |   |
| 8  |   |   |   |   |   |   |   |   |   |   |   |   |   |   |   |
| 7  |   |   |   |   |   |   |   |   |   |   |   |   |   |   |   |
| 6  |   |   |   |   |   |   |   |   |   |   |   |   |   |   |   |
| 5  |   |   |   |   |   |   |   |   |   |   |   |   |   |   |   |
| 4  |   |   |   |   |   |   |   |   |   |   |   |   |   |   |   |
| 3  |   |   |   |   |   |   |   |   |   |   |   |   |   |   |   |
| 2  |   |   |   |   |   |   |   |   |   |   |   |   |   |   |   |
| 1  |   |   |   |   |   |   |   |   |   |   |   |   |   |   |   |
|    | a | b | c | d | e | f | g | h | i | j | k | l | m | n | o |

|  |  |  |  |  |
|  |  |  |  |  |
|  |  |  |  |  |
|  |  |  |  |  |
|  |  |  |  |  |

|  |  |  |  |  |
|  |  |  |  |  |
|  |  |  |  |  |
|  |  |  |  |  |
|  |  |  |  |  |

|  |  |  |  |  |
|  |  |  |  |  |
|  |  |  |  |  |
|  |  |  |  |  |
|  |  |  |  |  |

|  |  |  |  |  |
|  |  |  |  |  |
|  |  |  |  |  |
|  |  |  |  |  |
|  |  |  |  |  |

|  |  |  |  |  |
|  |  |  |  |  |
|  |  |  |  |  |
|  |  |  |  |  |
|  |  |  |  |  |

|  |  |  |  |  |
|  |  |  |  |  |
|  |  |  |  |  |
|  |  |  |  |  |
|  |  |  |  |  |

|  |  |  |  |  |
|  |  |  |  |  |
|  |  |  |  |  |
|  |  |  |  |  |
|  |  |  |  |  |

|  |  |  |  |  |
|  |  |  |  |  |
|  |  |  |  |  |
|  |  |  |  |  |
|  |  |  |  |  |

### Вилки та фоли
| 15 |   |   |   |   |   |   |   |   |   |   |   |   |   |   |   |
| 14 |   |   |   |   |   |   |   |   |   |   |   |   |   |   |   |
| 13 |   |   |   |   |   |   |   |   |   |   |   |   |   |   |   |
| 12 |   |   |   |   |   |   |   |   |   |   |   |   |   |   |   |
| 11 |   |   |   |   |   |   |   |   |   |   |   |   |   |   |   |
| 10 |   |   |   |   |   |   |   |   |   |   |   |   |   |   |   |
| 9  |   |   |   |   |   |   |   |   |   |   |   |   |   |   |   |
| 8  |   |   |   |   |   |   |   |   |   |   |   |   |   |   |   |
| 7  |   |   |   |   |   |   |   |   |   |   |   |   |   |   |   |
| 6  |   |   |   |   |   |   |   |   |   |   |   |   |   |   |   |
| 5  |   |   |   |   |   |   |   |   |   |   |   |   |   |   |   |
| 4  |   |   |   |   |   |   |   |   |   |   |   |   |   |   |   |
| 3  |   |   |   |   |   |   |   |   |   |   |   |   |   |   |   |
| 2  |   |   |   |   |   |   |   |   |   |   |   |   |   |   |   |
| 1  |   |   |   |   |   |   |   |   |   |   |   |   |   |   |   |
|    | a | b | c | d | e | f | g | h | i | j | k | l | m | n | o |

Вилка — створення одним ходом одночасно не менше двох загроз побудови п'ятірки (тобто створені ним трійки та/або четвірки повинні перетинатися в пункті ставлення вилки). Кількість створених вилкою загроз побудови п'ятірки називається кратністю вилки.
Згідно з правилами рендзю для чорних заборонені (фолами) вилки 3 × 3, 4 × 4 і всі вилки кратністю понад два. Таким чином, єдиною дозволеною для чорних є вилка 4 × 3. Для білих ніяких обмежень на побудову вилок немає.
На мал. 5 наведені приклади ходів, які є вилками різних типів. Ходи, позначені літерою «a» — вилки 3 × 3, літерою «b» — вилки 4 × 4, літерою «c» — вилки 4 × 3, літерою «d» — вилка 3 × 3 × 4 і літерою «e» — вилка 4 × 4 × 3. Останні дві вилки мають кратність 3, решта — 2. За правилами рендзю для чорних заборонені всі зображені на малюнку вилки, крім вилок, позначених буквою «c». В інших випадках чорні створюють хоча б дві трійки (ходи «a» і «d»), або хоча б дві четвірки (ходи «b» і «e»), ці вилки є  фолами (забороненими для чорних).
| 15 |   |   |   |   |   |   |   |   |   |   |   |   |   |   |   |
| 14 |   |   |   |   |   |   |   |   |   |   |   |   |   |   |   |
| 13 |   |   |   |   |   |   |   |   |   |   |   |   |   |   |   |
| 12 |   |   |   |   |   |   |   |   |   |   |   |   |   |   |   |
| 11 |   |   |   |   |   |   |   |   |   |   |   |   |   |   |   |
| 10 |   |   |   |   |   |   |   |   |   |   |   |   |   |   |   |
| 9  |   |   |   |   |   |   |   |   |   |   |   |   |   |   |   |
| 8  |   |   |   |   |   |   |   |   |   |   |   |   |   |   |   |
| 7  |   |   |   |   |   |   |   |   |   |   |   |   |   |   |   |
| 6  |   |   |   |   |   |   |   |   |   |   |   |   |   |   |   |
| 5  |   |   |   |   |   |   |   |   |   |   |   |   |   |   |   |
| 4  |   |   |   |   |   |   |   |   |   |   |   |   |   |   |   |
| 3  |   |   |   |   |   |   |   |   |   |   |   |   |   |   |   |
| 2  |   |   |   |   |   |   |   |   |   |   |   |   |   |   |   |
| 1  |   |   |   |   |   |   |   |   |   |   |   |   |   |   |   |
|    | a | b | c | d | e | f | g | h | i | j | k | l | m | n | o |

На мал. 6 наведені приклади ходів, які лише на перший погляд здаються вилками. Ходи, позначені літерою «a», не є вилками 3 × 3, оскільки одна з загроз які її утворюють, є помилковою — псевдотрійкою. Хід «b» — НЕ вилка 4 × 4, оскільки горизонтальне угруповання не є «четвіркою», воно може стати лише довгим рядом, а не п'ятіркою. Нарешті, хід «c» — НЕ заборонена вилка 3 × 3 × 4, а дозволена вилка 4 × 3, оскільки діагональне угрупування, утворене з трьох каменів, є лише псевдотрійкою, бо могло б перетворитися на четвірку лише після ходу «X», який сам є фолом вилкою 4 × 4, а отже, неможливий.
Ходи, які лише на перший погляд здаються фолами, називаються псевдофолами. На мал. 6 псевдофолом також є побудова трійки ходом «d». Попри те, що на п'ятій горизонталі вже є одна трійка, ці трійки не перетинаються в пункті «d», який і був останнім ходом цієї позиції, тобто вони не утворюють вилки ходом «d».

## Тактика та стратегія
Позиція в теорії рендзю розглядається як набір лінійних конструкцій, які взаємоперетинаються. Найбільше значення мають трійки та четвірки, про які йшлося раніше.
Для виграшу в партії гравець повинен прагнути до побудови своїх відкритих трійок та четвірок, одночасно блокуючи спроби створення їх суперником. Очевидно, що якщо гравець буде кожним своїм ходом будувати лише одну трійку або прикриту четвірку, то суперник відповідатиме блокуванням споруджуваного ряду. Тому для виграшу необхідно побудувати вилку — одним ходом створити більш як одну трійку або четвірку. У такому разі супротивнику не вистачить ходів на блокування і, якщо він не зможе створити форсований мат, то неминуче програє.
Найбільш вірний (але не завжди можливий) спосіб досягнення перемоги — мат серією шахів. Гравець робить ходи, кожний з яких будує четвірку, суперник вимушено блокує побудови. При цьому будується база для вилки, яка і формується передостаннім ходом. Захиститися від такої комбінації неможливо, тому в будь-якій позиції гравець завжди спочатку шукає шлях до виграшу серією шахів, і лише переконавшись, що його немає, застосовує інші варіанти.
Більше зусиль вимагає виграш за допомогою трійок (напівшахів), коли створюються не четвірки, а трійки. На відміну від попереднього випадку, у суперника залишається можливість зробити один додатковий хід, перш ніж гравець добудує переможну п'ятірку. Суперник може використовувати цей факт для створення контргри — постановки шаха і успішного захисту або навіть перехоплення ініціативи.
Ще один тактичний елемент, який відрізняє рендзю від хрестиків-нуликів — використання фолів. Оскільки для чорних існують заборонені ходи, то білі можуть використовувати цей факт, створюючи позиції, де чорним для захисту або переходу в атаку необхідний як раз такий хід, який будує заборонену вилку або довгий ряд. Перемога внаслідок фолу чорних називається «виграш фолом».

## Дебюти
|  |  |  |  |  |
|  |  |  |  |  |
|  |  |  |  |  |
|  |  |  |  |  |
|  |  |  |  |  |

|  |  |  |  |  |
|  |  |  |  |  |
|  |  |  |  |  |
|  |  |  |  |  |
|  |  |  |  |  |

Для успішної гри в рендзю дебюти мають дуже велике значення, значно більше, ніж, наприклад, в шахах. Часто помилка в перших п'яти-одинадцяти ходах виявляється фатальною.
Канонічними в рендзю називаються 26 дебютів. Вони класифіковані за другим та третім ходами в партії. Дозволені лише два других ходи для білих — впритул до центральної шашки по вертикалі (завдяки симетрії він еквівалентний ходу по горизонталі) або діагоналі. Відповідно до цього основні дебюти діляться на вертикальні та діагональні (скорочено «В» і «Д»). В англомовній нотації прийняті назви «direct» для вертикальних, «indirect» для діагональних дебютів (скорочено D, I). Третій хід в партії (хід чорних) виконують у межах центрального квадрата 5 × 5 пунктів, тобто не далі двох пунктів від центру ігрового поля.
Номер варіанту можливого третього ходу і відповідає номеру вертикального або діагонального дебюту. Всі основні дебюти мають свої імена, але в ігровій практиці їх використовують рідко: найчастіше кажуть «4В», а не «Квітка».
Дебюти мають різний ступінь вигідності для чорних, тому, щоб зрівняти шанси гравців під час офіційних змагань, обов'язково застосовують той чи інший набір правил розіграшу дебюту.

### Список канонічних дебютів
| 15 |   |   |   |   |   |   |   |   |   |   |   |   |   |   |   |
| 14 |   |   |   |   |   |   |   |   |   |   |   |   |   |   |   |
| 13 |   |   |   |   |   |   |   |   |   |   |   |   |   |   |   |
| 12 |   |   |   |   |   |   |   |   |   |   |   |   |   |   |   |
| 11 |   |   |   |   |   |   |   |   |   |   |   |   |   |   |   |
| 10 |   |   |   |   |   |   |   |   |   |   |   |   |   |   |   |
| 9  |   |   |   |   |   |   |   |   |   |   |   |   |   |   |   |
| 8  |   |   |   |   |   |   |   |   |   |   |   |   |   |   |   |
| 7  |   |   |   |   |   |   |   |   |   |   |   |   |   |   |   |
| 6  |   |   |   |   |   |   |   |   |   |   |   |   |   |   |   |
| 5  |   |   |   |   |   |   |   |   |   |   |   |   |   |   |   |
| 4  |   |   |   |   |   |   |   |   |   |   |   |   |   |   |   |
| 3  |   |   |   |   |   |   |   |   |   |   |   |   |   |   |   |
| 2  |   |   |   |   |   |   |   |   |   |   |   |   |   |   |   |
| 1  |   |   |   |   |   |   |   |   |   |   |   |   |   |   |   |
|    | a | b | c | d | e | f | g | h | i | j | k | l | m | n | o |

| Номер | Назва дебюту         | Японська назва      | Перевага кольору (регламент RIF) |
| ----- | -------------------- | ------------------- | -------------------------------- |
| 1В    | Холодна зірка        | яп. 寒星, кансей    | Перевага чорних                  |
| 2В    | Долина               | яп. 溪月, кейгецу   | Перевага чорних                  |
| 3В    | Далека зірка         | яп. 疏星, сосей     | Рівні шанси                      |
| 4В    | Квітка               | яп. 花月, кагецу    | Виграш чорних                    |
| 5В    | залишок              | яп. 殘月, дзангецу  | Перевага чорних                  |
| 6В    | Дощ                  | яп. 雨月, угецу     | Перевага чорних                  |
| 7В    | Золота зірка; Венера | яп. 金星, кінсей    | Перевага чорних                  |
| 8В    | Сосна                | яп. 松月, сьо:гецу  | Незначна перевага чорних         |
| 9В    | Пагорб               | яп. 丘月, кю:гецу   | Рівні шанси                      |
| 10В   | Новий місяць         | яп. 新月 сінгецу    | Перевага чорних                  |
| 11В   | Щаслива зірка        | яп. 瑞星, дзуйсей   | Рівні шанси                      |
| 12В   | Гора                 | яп. 山月, сангецу   | Незначна перевага чорних         |
| 13В   | Прогулянка           | яп. 游星, ю:сей     | Виграш білих                     |
| 1Д    | Астероід             | яп. 長星, тьо:сей   | Незначна перевага білих          |
| 2Д    | Ущелина              | яп. 峽月, кьо:гецу  | Перевага чорних                  |
| 3Д    | Константа            | яп. 恆星, ко:сей    | Перевага чорних                  |
| 4Д    | Вода                 | яп. 水月, суйгецу   | Виграш чорних                    |
| 5Д    | Метеор               | яп. 流星, рю:сей    | Незначна перевага білих          |
| 6Д    | Хмара                | яп. 雲月, унгецу    | Перевага чорних                  |
| 7Д    | Бухта                | яп. 浦月, хогецу    | Виграш чорних                    |
| 8Д    | Шторм                | яп. 嵐月, рангецу   | Перевага чорних                  |
| 9Д    | Срібний місяць       | яп. 銀月, гінгецу   | Перевага чорних                  |
| 10Д   | Сяйво                | яп. 明星, мьо:дзьо: | Перевага чорних                  |
| 11Д   | Косогір              | яп. 斜月, сягецу    | Рівні шанси                      |
| 12Д   | Слава                | яп. 名月, мейгецу   | Перевага чорних                  |
| 13Д   | Комета               | яп. 彗星, суйсей    | Виграш білих                     |

### Дебютний регламент
Додаткові обмеження на ходи чорних, насправді, також не повністю зрівнюють можливості гравців. Тому для професійних турнірів додатково встановили так званий дебютний регламент — спеціальну процедуру початку партії, покликану гарантувати рівні можливості для обох сторін. Сенс введення регламентів полягає в тому, що за оптимальної гри сторін будуть розіграні варіанти з максимально рівними шансами для білих та чорних, оскільки ні той хто робить перший хід, ні його візаві не зацікавлені до певного моменту в створенні позиції з перевагою того чи іншого кольору.

## Особисті чемпіонати світу та чемпіони світу
Чемпіонати світу проходять кожні два роки, перший відбувся 1989 року.
Список місць, де проводилися чемпіонати, і чемпіонів світу, наведений нижче.
| Рік  | Місто, країна проведення | Чемпіон           | Дебютний регламент                   |
| ---- | ------------------------ | ----------------- | ------------------------------------ |
| 1989 | Кіото, Японія            | Сігеру Накамура   | Дебютний регламент з вибором кольору |
| 1991 | Москва, СРСР             | Сігеру Накамура   | Дебютний регламент з вибором кольору |
| 1993 | Ар'єплуг, Швеція         | Андо Мерітее      | Дебютний регламент з вибором кольору |
| 1995 | Таллін, Естонія          | Норіхіко Кавамура | Дебютний регламент з вибором кольору |
| 1997 | Санкт-Петербург, Росія   | Кадзуто Хасегава  | Дебютний регламент RIF               |
| 1999 | Пекін, КНР               | Андо Мерітее      | Дебютний регламент RIF               |
| 2001 | Кіото, Японія            | Андо Мерітее      | Дебютний регламент RIF               |
| 2003 | Вадстена, Швеція         | Туннет Таймла     | Дебютний регламент RIF               |
| 2005 | Таллінн, Естонія         | Андо Мерітее      | Дебютний регламент RIF               |
| 2007 | Тюмень, Росія            | КНР У Ді          | Дебютний регламент RIF               |
| 2009 | Пардубице, Чехія         | Володимир Сушков  | Дебютний регламент Ямагуті           |
| 2011 | Гускварна, Швеція        | КНР Цао Дун       | Дебютний регламент Ямагуті           |
| 2013 | Таллінн, Естонія         | Туннет Таймла     | дебютний регламент Ямагуті           |

## Командні чемпіонати світу та команди-чемпіони світу
Командні чемпіонати світу проходять кожні два роки за винятком 1998 року, перший відбувся 1996 року.
Список місць, де проводилися чемпіонати, і команд-чемпіонів з їх складом, наведений нижче.
| Рік  | Місто, країна проведення | Чемпіон                                                                                                | Дебютний регламент |
| ---- | ------------------------ | --- | ------------------ |
| 1996 | Санкт-Петербург, Росія   | Росія (Ільїн Д., Пєсков С., Синьов І., Никонов К., Кожин М.)                                           | RIF                |
| 1998 | Єреван, Вірменія         | Чемпіонат не проводився, пройшов матч Вірменія — Швеція (8:8)                                          | RIF                |
| 2000 | Таллінн, Естонія         | Росія-1 (Синьов І., Клімашин О., Сушков В., Сальников П., Кожин М.)                                    | RIF                |
| 2002 | Вадстена, Швеція         | Росія-1 (Сальников П., Клімашін О., Артем'єв С., Скуридін А., Семенов В.)                              | RIF                |
| 2004 | Тюмень, Росія            | Росія-1 (Сушков В., Клімашин О., чінгіне К., Никонов К., Синьов І.)                                    | RIF                |
| 2006 | Таллін, Естонія          | Росія-1 (Сушков В., чінгіне К., Артем'єв С., Саврасова Ю., Вершинін П.)                                | RIF                |
| 2008 | Гельсінкі, Фінляндія     | Естонія (Таймла Т., Олль А., Пуркі А., Соосирв А., Лентс Й.)                                           | RIF                |
| 2010 | Токіо, Японія            | КНР (Лі І, Цао Дун, Інь Лічен, Сі Чжен'ян)                                                             | Ямагуті            |
| 2012 | Пекін, КНР               | Японія (Юкі Осумі, Сігеру Накамура, Такахіро Кудомі, Кадзумаса Тамура, Хіросі Окабе, Томохару Накаяма) | Ямагуті            |
| 2014 | Тайбей, Тайвань          | border Естонія (Таймла Т., Хібемягі М., Соосирв А., Лентс Й., Мерітее А.)                              | Ямагуті            |

З 1996 року по 2008 команда складалася максимум з п'яти гравців (перша дошка, друга дошка, третя дошка, четверта дошка, запасний). З 2010 року допустимий склад збільшено до шести осіб, командам дозволено мати двох запасних гравців.

## Заочні чемпіонати світу
З 1982 року, потім в 1984, 1985 роках, а з 1996 року щорічно (з перервою в 2009 — 2010 роках) проводяться чемпіонати світу з заочного рендзю.
Підсумки в таблиці нижче.
| Рік проведення турніру | Чемпіон              | Країна                                    |
| ---------------------- | -------------------- | ----------------------------------------- |
| 1982                   | Володимир Сапронов   | СРСР                                      |
| 1984                   | Олександр Носівський | СРСР                                      |
| 1985                   | Олександр Носівський | СРСР                                      |
| 1996                   | Альдис Реймс         | Латвія                                    |
| 1997                   | Юрій Таранник        | Росія                                     |
| 1998                   | Олег Федоркін        | Росія                                     |
| 1999                   | Олег Федоркін        | Росія                                     |
| 2000                   | Альдис Реймс         | Латвія                                    |
| 2001                   | Костянтин Ніконов    | Росія                                     |
| 2002                   | Віталій Лункін       | Росія                                     |
| 2003                   | Чен Вей              | КНР                                       |
| 2004                   | Сунь Ченмін          | КНР                                       |
| 2005                   | Віктор Барикін       | Росія                                     |
| 2006                   | Золота немає         | Срібло — Єпіфанов Д.; бронза — Барикін В. |
| 2007                   | Дмитро Єпіфанов      | Росія                                     |
| 2008                   | Чжан Цзінюй          | КНР                                       |
| 2011                   | Олена Баланова       | Латвія                                    |
| 2012                   | Олексій Потапов      | Росія                                     |

## Див. Також
- Ґо
- Ґомоку
- Connect6
- Хрестики-нулики
- Міжнародна федерація рендзю